# Континентальна крапля

На класичній карті світу(з північчю вгорі) південні кінці континентальних материків ніби "стікають" донизу.

Континентальна крапля — це спостереження, що форми рельєфу, спрямовані на південь, є більш численними та помітними, ніж форми рельєфу, спрямовані на північ. До прикладу, Африка, Південна Америка, індійський субконтинент тощо звужуються до точки на південь. Ця назва обігрує дрейф континентів. Коли книга була, опублікована, вона стала геологічною сатирою.

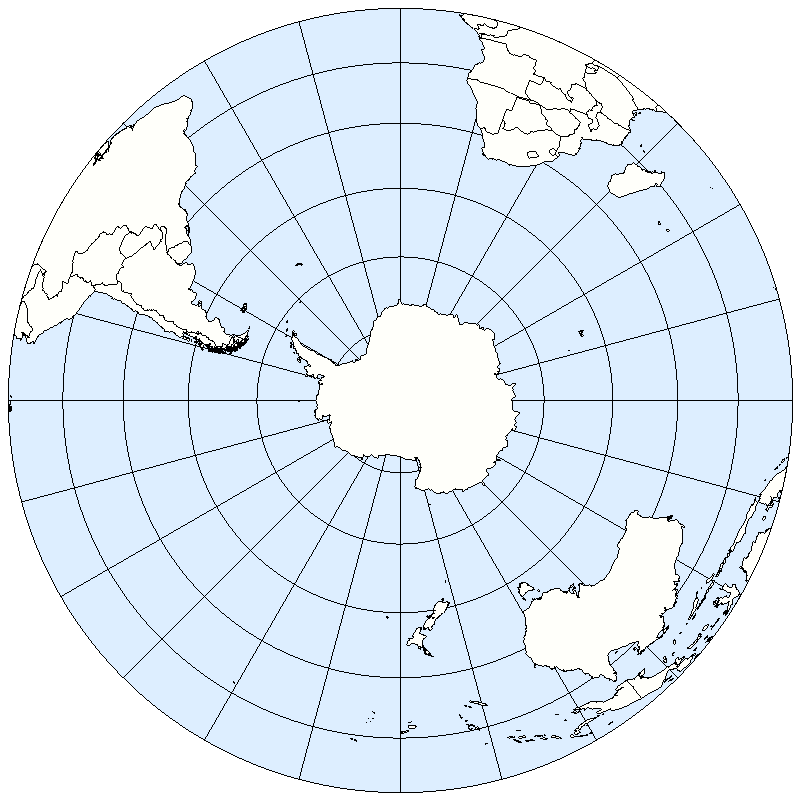
Південна півкуля над південним полюсом

Це спостереження було зроблене Ормондом де Кеєм у жартівливій статті 1973 року, яку він представив як «ще одну приголомшливу нову теорію, отриману з простого погляду карт».  Він сатирично висміює прийняття теорії тектоніки плит, оскільки вона була сформульована та вдосконалена в той час для опису руху континентів Землі, яка зараз є  загальноприйнятою.  Наведені приклади менших за континентальних крапель включають Нижню Каліфорнію, Флориду, усі європейські півострови, крім Ютландії (Італія, Греція, Іспанія, Скандинавія, Крим), а також південно-східну Азію, Малайський півострів та Індокитай . 
Джон К. Холден розширив та продемонстрував власну версію ідеї в 1976 році, майже повністю як пародію у журналі "Journal of Irreproducible Results" .  Розширюючи концепцію, Холден сатирично вигадує німецькі слова Sudpolarfluchtkraft («південнополярна сила втечі»), створивши Sudpolarfluchttrofeln («південнополярні краплини втечі»). Однак він посилається на справжню теорію дрейфу на північ материків-нащадків Гондвани - Австралії, Африки, Південної Америки та Індії, які відокремлюються від Антарктиди, яку він написав разом з Робертом С. Дітцем у 1970 році.   Як частина пародійної статті 1976 року він пропонує, що «краплі» або «субкраплі» — це Північна Америка, Гренландія, Південна Америка, Африка, Аравія, Індія, Азія та Австралія. Навпаки, «антикраплі» утворюють Цейлон і сама Антарктида, оскільки Антарктида знаходиться « на вершині світу », оскільки всі континенти віддаляються від неї. 
Симулятор планети ( програмна іграшка) SimEarth від Maxis містить континентальне крапельне моделювання Terran (Землі). 

## Дивись також
- Материкова та океанічна півкулі
- Орієнтація карти на південь

## зовнішні посилання
- Holst, Timothy B. (September 1991). Continental Drip Revisited (PDF). Australian Systematic Botany Society Newsletter (68): 21—23.
- Morrison, David (September 1991). Continental Drip Reviewed (PDF). Australian Systematic Botany Society Newsletter (68): 23—25.